# كيكر (كيدي)
كيكر (يشار إليه أيضًا باسم لوحة كيدي) هو اللوحة الرئيسية المستخدمة في كيدي 3 والإصدارات الأقدم، وأيضًا في سطح مكتب ترينيتي. جنباً إلى جنب مع كي ديسك توب، فإنه يشكل الواجهة الرسومية. بشكل افتراضي، يحتوي على قائمة ك (بالإنجليزية: K Menu)‏، وازرار الوصول إلى سطح المكتب، والمجلد الرئيسي ، وكونكيورر ، ومتراسل ك ، والتعليمات. كما يحتوي أيضًا على عرض لسطح المكتب وشريط المهام وعلبة النظام والساعة. يمكن تخصيصه من قبل المستخدم.
كان جزءًا أساسيًا من سطح مكتب كيدي، ولذلك تم تضمينه كجزء من وحدة قاعدة كيدي (بالإنجليزية: kdebase)‏. تم أيضًا تحديث كيكر من كيوت 3 إلى كيوت 4.
في تجميعة برامج كيدي 4، تم استبدال كيكر وكي ديسك توب وسوبركرمبا بكيدي بلازما 4. الواجهات الرسومية كيدي بلازما 4 وكيدي بلازما 5 محركات حاجيات، فلم يعد سوبركرمبا ضروريًا، وعلى سبيل المثال، تمت إعادة تطبيق كيكر كحاجية لسطح المكتب. يتم تطوير كيكر حاليًا بواسطة مطوري سطح المكتب ترينيتي ليعمل مع ترينيتي.
يمكن تشغيل كيكر بشكل منفصل في بيئات النوافذ الأخرى التي تفتقر إلى لوحة خاصة بها، مثل twm، وفي حالة افتقار قائمة twm إلى بعض الأوامر التي قد تكون لدى كيكر. يمكن القيام بذلك عن طريق تحرير ملف .twmrc، أو من خلال محاكي طرفي: $ kicker &

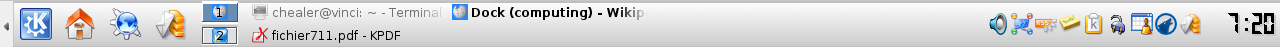
لوحة كيكر باعدادات افتراضية على كيدي 3.5.8

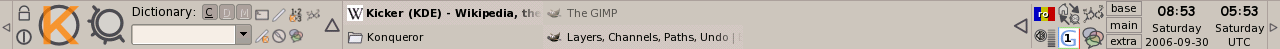
لوحة كيكر مخصصة على كيدي 3.5.4

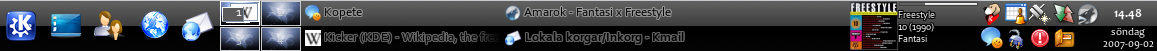
لوحة كيكر معدلة للغاية تشبه لوحة بلازما

## تطبيقات مصغرة
يمكن لكيكر تضمين تطبيقات مصغرة متنوعة في نفسه. التطبيقات المضمنة اعتبارًا من كيدي 3.5 هي:
- الساعة الثنائية (Binary Clock)
- قائمة الإشارات المرجعية
- منتقي الرموز (Character Selector)
- ساعة
- أداة انتقاء اللون
- معاينة سطح المكتب
- قاموس
- عُيون
- خمسة عشر قطعة (Fifteen Pieces)
- بحث (Find)
- القائمة ك (K Menu)
- حالة لوحة المفاتيح (Keyboard Status Applet)
- كليبر
- حسابات كونكيورر (Konqueror Profiles)
- أزرار القفل والخروج
- مقيم التعابير الرياضية (Math Expression Evaluator)
- التحكم بالوسائط
- طور القمر
- مجلدات الشبكة
- شريط الأخبار
- مشغل تطبيقات غير كيدي
- نظام الطباعة
- خادم الملفات العامة (Public File Server)
- متصفح الملفات السريع
- مشغل سريع (Quick Launcher)
- المستندات الأخيرة
- تشغيل أمر (Run Command)
- صائد العمليات الهاربة (Runaway Process Catcher)
- إعدادات
- أظهر سطح المكتب
- خلاط الصوت
- وسائط التخزين
- حارس النظام (System Guard)
- قائمة النظام
- مراقب النظام (System Monitor)
- شريط المهام
- الجلسات الطرفية (Terminal Sessions)
- سلة المحذوفات
- حالة الطقس
- قائمة النوافذ (Window List Menu)
- معلومات الشبكة
- World Wide Watch
- التحكم بARts